# Урское сельское поселение
У́рское се́льское поселе́ние — упразднённое муниципальное образование в Гурьевском районе Кемеровской области.
Административный центр — посёлок Урск.

## География
Расположено на восточной окраине Салаирского кряжа, в долине реки Ур. Имеет озера и пруды, много елового и берёзового леса. Граничит с Горскинским (на востоке) и с Сосновским (на юге) сельскими поселениями Гурьевского района, Ленинск-Кузнецким и Промышленовским районами Кемеровской областиНовосибирская область.С Алтайским краем и Новосибирской областью на западе. Имеет гору Копну, высота которой 509 м над уровнем моря.

## История
В 1870-х годах появились первые посёлки Урское, Дмитриеевка, Еловка,Маслиха. В 1936 г. появились первые золотоносные рудники, в том же году и появился посёлок Урск. В конце 1980-х годов Еловка и Урское были упразднены.
Урское сельское поселение образовано 17 декабря 2004 года в соответствии с Законом Кемеровской области № 104-ОЗ.

## Население
| 2010  | 2011  | 2012  | 2013  | 2014  | 2015  | 2016  |
| ----- | ----- | ----- | ----- | ----- | ----- | ----- |
| 2326  | ↗2331 | ↘2300 | ↘2238 | ↘2198 | ↘2180 | ↘2133 |
| 2017  | 2018  | 2019  |       |       |       |       |
| ↘2092 | ↘2050 | ↘1979 |       |       |       |       |

## Состав сельского поселения
| № | Населённый пункт      | Тип населённого пункта          | Население |
| - | --------------------- | ------------------------------- | --------- |
| 1 | Апрелька              | посёлок                         | 52        |
| 2 | Дмитриевка            | село                            | 170       |
| 3 | Заря                  | посёлок                         | 22        |
| 4 | Маслиха               | деревня                         | 122       |
| 5 | Подкопённая           | деревня                         | 119       |
| 6 | Тайгинский леспромхоз | посёлок                         | 176       |
| 7 | Урск                  | посёлок, административный центр | ↘1665     |

## Организации
На территории поселения расположены расположены 13 объектов торговли, 3 почтовых отделения, Администрация Урского сельского поселения, 2 школы, 3-ДК, 2 Детских сада, 3 библиотеки, Урская Амбулатория, Социальный реабилитационный центр несовершеннолетних. Пожарная часть № 4.

## Достопримечательности
- Апрельское озеро
- Храм Христа Спасителя
- Маслиханский пруд и Маслиханский водопад
- гора Копна
- озеро Урское

## Промышленность
1. Уголь в сельском поселении не добывается, но зато золота там очень много, хотя все золотоносные шахты закрыли ещё в 70-80х годах XX века. Ещё занимаются лесоводством.

## Сельское хозяйство
В Урском сельском поселении занимаются выращиванием зерновых и крупного рогатого скота.